# Cathal Mallaghan
Cathal Sean Mallaghan (né en décembre 1982) est un homme politique irlandais du Sinn Féin qui est député pour Mid Ulster depuis 2024. Il succède à Francie Molloy, qui ne s'est pas représenté comme député aux élections générales de 2024. Mallaghan est conseiller de 2011 à 2024 et président du conseil de district de Mid Ulster,.